# Close to the Sun
Close to the Sun è il quarto album in studio del gruppo tedesco Place Vendome, pubblicato nel febbraio 2017.

## Tracce
1. Close to the Sun – 4:32
2. Welcome to the Edge – 4:30
3. Hereafter – 4:26
4. Strong – 3:53
5. Across the Times – 4:51
6. Riding the Ghost – 3:57
7. Light Before the Dark – 4:11
8. Falling Star – 4:50
9. Breathing – 4:43
10. Yesterday Is Gone – 4:33
11. Helen – 5:00
12. Distant Skies – 5:28

## Formazione

### Gruppo
- Michael Kiske – voce
- Uwe Reitenauer – chitarra
- Dennis Ward – basso
- Dirk Bruinenberg – batteria
- Gunther Werno – tastiera

### Ospiti
- Gus G. – chitarra
- Kai Hansen – chitarra (tracce 5 e 6)
- Magnus Karlsson – chitarra (8)
- Mandy Meyer – chitarra (11)
- Alfred Koffler – chitarra (2)
- Michael Klein – chitarra (4, 9, 10, 12)
- Simone Mularoni – chitarra (3)